# Semina Scientiarum
Semina Scientiarum. Czasopismo poświęcone filozofii w nauce – czasopismo naukowe (rocznik) poświęcone zagadnieniom z dziedziny filozofii, wydawane od 2002 roku przy Wydziale Filozoficznym Uniwersytetu Papieskiego w Krakowie oraz Ośrodku Badań Interdyscyplinarnych. Jest czasopismem o profilu zbliżonym do Zagadnień Filozoficznych w Nauce (pierwotnie stanowiło ich suplement). Redakcja związana jest głównie z seminarium z filozofii przyrody, które prowadzone jest na Wydziale Filozoficznym UPJPII przez prof. dra hab. Michała Hellera oraz prof. UPJPII dra hab. Janusza Mączkę.
Celem czasopisma „Semina Scientiarum” jest realizacja programu filozofii w nauce. Autorzy zajmują się więc przede wszystkim filozoficznymi aspektami nauk przyrodniczych. Szczegółowe dyscypliny, do których odnoszą się publikowane artykuły naukowe to m.in.: metodologia i filozofia nauki, epistemologia, filozofia przyrody, filozofia fizyki, kosmologia, logika i filozofia logiki, filozofia matematyki, a także kognitywistyka i teoria ewolucji. Oprócz artykułów czasopismo publikuje również recenzje polskich i zagranicznych publikacji naukowych, a także sprawozdania z wydarzeń, takich jak konferencje, sympozja czy zjazdy naukowe.
Autorzy tekstów wywodzą się zarówno z krakowskiego środowiska filozoficznego, jak i innych krajowych i zagranicznych ośrodków akademickich. Na stronie internetowej czasopisma dostępne są materiały z numerów archiwalnych. Semina Scientiarum jest czasopismem punktowanym przez Ministerstwo Nauki i Szkolnictwa Wyższego.